# Ван ден Берг, Рой
Рой ван ден Берг (нидерл. Roy van den Berg; род. 8 сентября 1988, Кампен, Нидерланды) — нидерландский профессиональный трековый велогонщик, последний раз выступавший за команду UCI Track Team BEAT Cycling Club. Он выиграл золото в командном спринте на летних Олимпийских играх 2020 года, установив новый олимпийский рекорд в финале. Он также участвовал в чемпионате мира UCI по велоспорту на треке в 2010, 2011, 2012, 2019 и 2020 годах и выиграл серебряную медаль на Чемпионате Европы по треку 2016 года в спринте.
Ван ден Берг стал победителем голландского чемпионата BMX в 2008 году.
В 2009 году он стал чемпионом Европы на чемпионате BMX в круизере, в гонке финишировал третьим.
В 2010 году он стал двукратным чемпионом Голландии в кейрине и спринте.
В 2018 году он стал чемпионом Европы в командном спринте вместе с Харри Лаврейсен, Джеффри Хогландом и Нильсом ван Т Хенддаалом.